# 生きもの地球紀行
『生きもの地球紀行』（いきものちきゅうきこう）は、NHK総合テレビで1992年4月6日から2001年3月26日まで放送された動物番組である。放送時間は毎週月曜日20:00 - 20:43であった。後継番組は『地球!ふしぎ大自然』である。

## 番組内容
世界中の海・山・大草原での魚・動物・昆虫たちの生命の営みを、質の高い映像で紹介していく。肉食動物が草食動物を襲う厳しい姿、子どもを必死に守る親の姿、生き物たちが生命を全うし子孫を確実に残そうとする驚くべき戦略などが毎回放送された。日本での里山における生き物の紹介などを通して、人と自然との関わりや環境問題への問いかけなどもさりげなく行われた。シリーズ後半では栗林慧、岩合光昭、中村征夫ら、動物たちの営みを記録し続ける写真家・映像作家たちの活動も紹介された。CGの使用も極力抑えられ、圧倒的な自然のドラマを映像そのもので楽しむことができる。ただし、放送末期からは、CGの使用が目立つようになった。

## 番組スタッフ
- チーフプロデューサー：池尾優
- チーフディレクター：井出郁太郎、藤原正信
- ディレクター（デスク）：辰巳宏、新生玄哉、横須賀孝弘、村田真一、若松博幸、小野泰洋、岩崎弘倫、岩崎康彦、佐々木元、石田亮史、金丸宗、小林達彦、岡部聡
- 映像技術：小林悟、久保木啓介
- 音響効果：秋沢勝
- カメラマン：石井教之、菊谷省三、河野祐一、坂元友芳、西脇芳紀、町田広吉、牟田俊大、山下浩二、米代直人、渡辺雅巳

## ナレーション
- 柳生博
- 宮崎淑子
- 渡辺篤史

## テーマ曲
オープニングテーマ
「生命のいぶき」 作曲：杉本竜一
エンディングテーマ
- 「Tomorrow」（作詞・作曲：杉本竜一、歌：立花優）
- 「この星に生まれて」（作詞・作曲：杉本竜一、歌：HARUKA）
- 「天使のメッセージ」（作詞・作曲：杉本竜一、歌：牛谷友香（1997年に放送された総集編のみ））
- 「BELIEVE」（作詞・作曲：杉本竜一、歌：星朋樹、エンジェルスハーモニー）

## 放送リスト
全372回に亘って放送された。
| 放送日   | サブタイトル                                                         |
| -------- | -------------------------------------------------------------------- |
| 4月6日   | 厳冬のシベリア タイガの森に幻のヒョウを追う                          |
| 4月13日  | 遥かなるロッキー山脈 大群一万頭・大鹿エルクが駆け下り                |
| 4月20日  | 中米コスタリカ 霧と雨の森を行く 密林の宝石 ハチドリが舞う            |
| 4月27日  | 中米コスタリカ 霧と雨の森を行く アリの軍団が森を育てる               |
| 5月11日  | 吹雪の子育て 北上山地にイヌワシが舞う                                |
| 5月18日  |                                                                      |
| 5月25日  | 白夜の大地・スカンジナビア トナカイたちは短い夏に輝く                |
| 6月1日   | 未知の自然王国イスラエル壮観10万羽！オアシスにペリカンが乱舞する     |
| 6月8日   | 未知の自然王国イスラエル死海のほとり・聖書の珍獣よみがえる           |
| 6月22日  | 秘められた野生の島・ニューギニア原始のジャングルに極楽鳥が踊る       |
| 6月29日  | 秘められた野生の島・ニューギニア オオトカゲが湿原を駆ける            |
| 7月6日   | あなたの知らないスペイン オオヤマネコが原野に跳ねる                  |
| 8月17日  | 密林にチンパンジーの心を見つめた～タンザニア・野生の家族20年の記録～ |
| 8月31日  | 熱の大地インド・森の王者ベンガルトラが吠える                         |
| 9月7日   | タンザニア 感動のサバンナライオンとバッファローの死闘を見た          |
| 9月14日  | 東洋のガラバゴス・小笠原海にクジラ跳び 密林に珍鳥メグロ舞う          |
| 9月21日  | 白夜の北極圏 森と湖の国スウェーデン 巨大フクロウが狩をする           |
| 9月28日  | 白夜の北極圏 アラスカの短い夏 氷海にセイウチが牙をむく               |
| 10月5日  | 悠久の大地モンゴル 大草原に蒼きオオカミが吠える                      |
| 10月19日 | マングローブ林に奇妙なカニたちが踊る南海の秘境・西表島               |
| 10月26日 | カナダ北極海 氷の海に幻のクジラを追う                                |
| 11月2日  | 西オーストラリア・大サンゴ礁体長15メートル・巨大ザメが泳ぐ           |
| 11月9日  | 知られざるカムチャツカ ツンドラに巨大ヒグマを追う                    |
| 11月16日 | アフリカ・タンガニーカ湖 太古の湖に不思議な魚が満ちる                |
| 11月23日 | はばたけ 森の狩人シマフクロウ～北海道根室・四季物語～                |
| 11月30日 | 南アフリカ カラハリ砂漠 小さな猛獣 ミーアキャットが駆ける            |
| 12月7日  | 知られざるカムチャツカ オホーツクに幻のラッコの大群を見た            |
| 12月14日 | 北アメリカ・ロッキー山麓 大草原にキツネたちがよみがえる              |
| 12月24日 | 不思議と感動！‘92とっておきの大自然                                  |

| 放送日   | サブタイトル                                                       |
| -------- | ------------------------------------------------------------------ |
| 1月4日   | 世界の屋根・ネパール ヒマラヤをツルの群れが越えた                  |
| 1月11日  | 北アメリカ大森林 ロッキーにピューマの声が響く                      |
| 1月18日  | ニュージーランド原始の森 よみがえれ 不思議な鳥キウイ               |
| 1月25日  | 知られざる伊豆の海 漁港の海底に生命の輝きを見た                    |
| 2月8日   | 厳冬の南極大陸 マイナス50度 ペンギン親子 感動の子育て              |
| 2月15日  | 赤道直下のアフリカ～サバンナにライオンの家族の掟（おきて）を見た～ |
| 2月22日  | オーストラリア サンゴ礁の海ウミガメ1万頭・無人島の大産卵           |
| 3月1日   | 不思議の島 マダガスカル ～これが原始の猿・アイアイだ！～           |
| 3月8日   | 赤い大陸・オーストラリア原野にカンガルー一家の愛情を見つめた       |
| 3月15日  | カナダ西海岸 海峡にシャチの歌声が響く                              |
| 4月5日   | インドネシア・ボルネオ島～原始の密林にテングザルが群れる～         |
| 4月12日  | ダーウィンの島ガラパゴス～道具をあやつり生き血を吸う奇妙な鳥たち～ |
| 4月19日  | ダーウィンの島ガラパゴス ～赤道直下にペンギンが泳ぐ～              |
| 4月26日  | 四季の北海道 雑木林はタヌキの楽園だった                            |
| 5月3日   | パミール高原からカスピ海まで・知られざる動物王国を行く             |
| 5月10日  | カナダ大氷原・タテゴトアザラシ氷上の子育て                         |
| 5月17日  | インドネシア巨大昆虫の島 羽音が森の空気を震わせる                  |
| 5月31日  | ケニア大地溝帯 神秘の洞窟にアフリカゾウが吠（ほ）える              |
| 6月7日   | 大アマゾン 黄金色の川に魚たちがあふれる                            |
| 6月14日  | ロシア北極海 氷の島にホッキョクグマの子育てを見た                  |
| 6月21日  | 中国 奇岩と雲海の森 幻のチベットモンキーを追う                     |
| 6月28日  | 南米アンデス山脈 高原を駆けるラクダの子孫たち                      |
| 7月5日   | カナダ西海岸 海がニシンの卵で埋まる日                              |
| 7月12日  | ダーウィンの島ガラパゴス ～よみがえれ 恐竜の子孫たち～             |
| 7月26日  | 清流 長良川～サツキマスは海から山へとさかのぼる～                  |
| 8月23日  | 美しく青きドナウ～源流から河口まで鳥たちの楽園を行く～             |
| 8月30日  | 北海道サロベツ原野～北の大地にクロテンが跳ねる～                   |
| 9月6日   | オーストラリア・珍獣の島～フクロネコが森を駆ける～                 |
| 9月13日  | アフリカ大草原～家族のきずながチーター一家を守った～               |
| 9月20日  | 不思議の島マダガスカル～密林にカメレオン王国を見た～               |
| 9月27日  | 北米ロッキー山脈 コロラド峡谷に原始の野生が息づく                  |
| 10月4日  | インド洋の楽園セイシェル～サンゴ礁に巨大ゾウガメが群れる～         |
| 10月18日 | カナダ東海岸～大西洋の入江はクジラの揺りかごだった～               |
| 10月25日 | 東京の秋の夜長 高層ビルの林に虫の音（ね）がこだまする              |
| 11月1日  | ロシア北極海の夏 ハクガン6万羽 ツンドラの子育て                    |
| 11月8日  | ロシア北極海の夏 ホッキョクグマ、セイウチを襲う                    |
| 11月15日 | ロシア北極海の夏 いざ！カリフォルニアへ鳥たちは旅立つ              |
| 11月22日 | 初めて見るミャンマーの自然～密林にアジアゾウを追う～               |
| 11月29日 | インド洋の楽園セイシェル～乱舞アジサシ100万羽～                    |
| 12月6日  | 野生の大地アラスカ                                                 |
| 12月13日 | 清流長良川 澄みきった水底に新しい命が躍                            |
| 12月20日 | スペイン・ピレネー山脈                                             |

| 放送日   | サブタイトル                                              |
| -------- | --------------------------------------------------------- |
| 1月10日  | 南国・紀伊半島黒潮の海にエビたちが躍る                    |
| 1月17日  | アフリカ大草原ヌー100万頭・決死の大移動                   |
| 1月24日  | カリフォルニアの海巨大海藻の森はラッコの揺りかご          |
| 1月31日  | 中央アジアの大自然－ 砂漠に生きる奇妙な動物たち －        |
| 2月7日   | オーストラリア熱帯雨林華麗！極楽鳥の求愛ダンス            |
| 2月14日  | カナダ太平洋岸 巨木の森が生命を育む                       |
| 2月21日  | タンザニア大サバンナ－ 太古の岩山は野生の共同体 －        |
| 3月7日   | 九州・博多湾知られざる珍鳥 クロツラヘラサギが憩う海       |
| 3月14日  | しなやかなハンター － 世界の海にサメの素顔を追う －       |
| 4月4日   | アフリカ大サバンナ～キリンのオスは首で勝負する～          |
| 4月11日  | 厳冬ロシアの森～アムールヒョウは生き残れるか～            |
| 4月18日  | 沖縄・亜熱帯の海 サンゴの岩山は魚たちのオアシス           |
| 5月2日   | 南海の楽園ヤップ島 巨大エイ、マンタが群れる海             |
| 5月9日   | 中東ヨルダン川～聖なる流れは野生動物の楽園だった～        |
| 5月16日  | 南アフリカ草原の夜 シロアリを食べる珍獣アードウルフ       |
| 5月23日  | 北アメリカ太平洋岸・巨木の森に生きる － 樹齢2000年の森 － |
| 5月30日  | 南米パンタナール湿原～巨大ネズミ・カピバラが泳ぐ          |
| 6月6日   | 知的な海のハンター － これがシャチの素顔だ －             |
| 6月13日  | イギリス北海の島 密（ひそ）やかな動物カワウソが泳ぐ       |
| 6月20日  | 青森・下北半島 北限のサル 吹雪の森に生きる                |
| 6月27日  | アフリカの大湿原～ウオクイフクロウ・原野の子育て          |
| 7月4日   | 美しいタイの自然 5万羽のコウノトリ 繁殖地の大異変         |
| 7月11日  | 懐かしき故郷の水辺 ゲンゴロウ、タガメは今どこに           |
| 7月18日  | 北米カリフォルニア湾 － 砂漠の海に生命が満ちる －         |
| 7月25日  | 北海道の自然 原野にキタキツネの歌声が聞こえる             |
| 8月1日   | アフリカ大草原 － 永遠の宿敵・ライオンとハイエナ －       |
| 8月8日   | 中国・秦嶺山脈 黄金（こがね）色のサル キンシコウが群れる  |
| 8月15日  | 中国・秦嶺（しんれい）山脈 山里にトキと人がともに暮らす   |
| 8月22日  | タンザニア大サバンナ － 幻の川に野生の不思議を見た －     |
| 8月29日  | 太平洋の孤島 鳥島よみがえれ！アホウドリの楽園             |
| 9月5日   | 道具を操り、狩りもする － チンパンジーの意外な素顔 －     |
| 9月12日  | 武蔵野の雑木林～都会派のタカ・ツミの子育て～              |
| 9月19日  | アフリカ大草原 サバンナの名ハンター 野生犬リカオン        |
| 9月26日  | 太平洋クリスマス島 巨大回遊魚マグロを招く海               |
| 10月3日  | もうひとつの東京湾 発見！北限のサンゴ大群落               |
| 10月17日 | 白夜の国スウェーデン 巨鳥ワシミミズクが森に舞う           |
| 10月24日 | カナダ北極圏の夏 氷河期の生き残りジャコウウシ             |
| 10月31日 | 南米パンタナル 世界最大の湿原は鳥たちの楽園だった         |
| 11月7日  | アフリカ・ボツワナの草原 ゾウ家族の愛情を見つめた         |
| 11月14日 | 北海道・富良野の四季～北の森にクマゲラの声が響く～        |
| 11月21日 | アフリカ・カメルーン パタスモンキーが草原を駆ける         |
| 11月28日 | オーストラリアの森 クモが紡ぐ美しいワナ                   |
| 12月5日  | 中央アジアの自然 砂漠の大河が珍獣たちを育む               |
| 12月12日 | 北太平洋の荒海 ラッコの子育て物語                         |
| 12月19日 | 南米パラグアイの自然 原野に生きる知られざる獣たち         |

| 放送日   | サブタイトル                                            |
| -------- | ------------------------------------------------------- |
| 1月9日   | カナダ西部・フレーザー川 ベニザケ百万匹の大遡（そ）上   |
| 1月30日  | ポーランドの原生林 よみがえったヨーロッパバイソン       |
| 2月6日   | 北海道 オホーツク海流氷の海に小さな命が輝く             |
| 2月13日  | ケニア・湖畔の草原 － イボイノシシの子育てを見つめた － |
| 2月20日  | アメリカ西海岸～ハクガン40万羽の冬越し                  |
| 2月27日  | 中米カリブ海～熱帯の海は生命の揺りかご                  |
| 3月6日   | カラハリ砂漠－ マングースとジリスの奇妙な共同生活 －    |
| 3月13日  | インド洋の孤島～大海原を旅する巨大アホウドリ            |
| 3月20日  | アフリカ大草原～ヌー大移動                              |
| 3月27日  | 東北・北上山地～森の王者クマタカが舞う                  |
| 4月3日   | 南米・フォークランドの夏～ペンギン1万羽、懸命の子育て～ |
| 4月10日  | マダガスカル 不思議の森に原始のサルが群れる             |
| 4月17日  | ケニア大草原～アフリカゾウ一族の四季を追う              |
| 4月24日  | ボルネオ熱帯雨林 初公開 空飛ぶ謎のヒヨケザル            |
| 5月1日   | アマゾン奥地・太古の川に不思議な生命が潜む              |
| 5月8日   | アフリカ大草原 平原の狩人ジャッカルの子育て             |
| 5月15日  | 世界自然遺産・屋久島第一集 森にサルの子育てを見つめた   |
| 5月22日  | 世界自然遺産・屋久島老猿・カイは生きのびた              |
| 5月29日  | オーストラリアの森 初めて見た巨大アリの王国             |
| 6月5日   | カムチャツカ半島 接近！知られざるヒグマの素顔           |
| 6月12日  | 北米ロッキー山脈～西部の荒野にコヨーテがほえる          |
| 6月19日  | アフリカ・ガボンの森 幻のマルミミゾウを見た             |
| 6月26日  | アフリカ・ザイール～火山地帯に生きる動物たち            |
| 7月3日   | オーストラリアの水辺 卵を産む哺（ほ）乳類カモノハシ     |
| 7月10日  | 奄美大島亜熱帯の森にクロウサギが跳ねる～                |
| 7月17日  | インドの大自然～密林にベンガルトラを追う                |
| 7月31日  | タンザニア大草原 サバンナの空にハゲワシが舞う           |
| 8月21日  | 深海の覇者マッコウクジラの謎を追う                      |
| 8月28日  | 北米ロッキー山脈～氷河の谷に野生が躍る                  |
| 9月4日   | ニュージーランドの森・珍鳥カカポが茂みに潜む            |
| 9月11日  | 岐阜県養老山系 湧き水の魚ハリヨの子育て                 |
| 9月18日  | メキシコ大砂漠 サボテンがコウモリを育てる               |
| 9月25日  | アフリカ大平原～ライオン、ひとり立ちへの試練            |
| 10月2日  | ベーリング海の短い夏 オットセイの生き残り作戦           |
| 10月9日  | ブラジル熱帯雨林橋をかける不思議なサル・ムリキ          |
| 10月16日 | カリフォルニアの森ドングリキツツキの奇妙な共同生活      |
| 10月30日 | アメリカ南部の湿地帯 巨大ワニガメが魚を襲う             |
| 11月6日  | アフリカ・タンザニア ハイエナ大草原の狩りを追う         |
| 11月13日 | 神秘の湖バイカル～淡水に生きる不思議なアザラシ～        |
| 11月20日 | 沖縄島 原生林珍鳥ヤンバルクイナが潜む                   |
| 11月27日 | 南アフリカ大草原～暗やみの孤独なハンター・ヒョウ        |
| 12月4日  | インドネシア熱帯の森 あいさつする不思議なサル           |
| 12月11日 | カナダ北極圏 氷の海を巨大なセイウチが泳ぐ               |
| 12月18日 | 中米ベリーズ 亜熱帯の森にジャガーが跳ねる               |

| 放送日   | サブタイトル                                                         |
| -------- | -------------------------------------------------------------------- |
| 1月8日   | ニュージーランド原生林森で子育てするペンギンたち                     |
| 1月22日  | 四季・北海道森の愛きょう者エゾリス                                   |
| 1月29日  | モンゴル・ゴビ砂漠幻のヒグマを追う                                   |
| 2月5日   | アフリカ・ナミビア砂漠で生きぬくゾウたち                             |
| 2月12日  | 不思議と感動 とっておきの大自然                                      |
| 2月19日  | アラスカの孤島世界最大、コディアックヒグマ                           |
| 2月26日  | 中央アジア・カザフスタン砂漠の湖はペリカンの楽園                     |
| 3月4日   | ヨーロッパ縦断クロヅル4000キロの渡りを追う                           |
| 3月11日  | アマゾン 熱帯雨林クモザルが森を育む                                  |
| 3月25日  | アマゾン 熱帯雨林クモザルが森を育む                                  |
| 4月1日   | 南極海の孤島ペンギン1000万羽の子育て                                 |
| 4月8日   | アフリカ・ザイール穏やかな森の住人ゴリラ                             |
| 4月15日  | 高知県・柏島サンゴと魚たち・黒潮の海の四季                           |
| 5月6日   | ケニア大草原アフリカゾウ家族の5年                                    |
| 5月13日  | 朝鮮半島の自然～珍鳥クロツラヘラサギが舞う                           |
| 5月20日  | メキシコ太平洋岸～豊じょうの海にコククジラが群れる                   |
| 5月27日  | 南米イグアスの滝～アマツバメが水の壁を突き破る                       |
| 6月3日   | カナダ北極海の夏～白夜に輝くシロイルカたち                           |
| 6月10日  | アフリカ大草原～アヌビスヒヒ・老猿と子どものきずな                   |
| 6月17日  | 山梨県笛吹川～人里に生きるキツネ親子の3年                            |
| 6月24日  | 山梨県笛吹川～人里に生きるキツネ親子の3年                            |
| 7月1日   | ペルー・アマゾン源流～密林に極彩色のインコが舞う                     |
| 7月8日   | 長崎県・里山の夏～小さな工芸師ハチ 驚異の巣作り                      |
| 7月15日  | カザフスタン未踏の大地～幻の羊ウリアルを見た                         |
| 8月12日  | アフリカ・オカバンゴ大湿地～水辺を駆けるハンター・リカオン           |
| 8月19日  | 沖縄・慶良間諸島～サンゴの海に生命の輝きを見た                       |
| 8月26日  | アメリカ東海岸～海鳥5万羽が子育てする干潟                            |
| 9月2日   | 茨城県筑波山ろく～里山に生きるタカ、サシバ                           |
| 9月9日   | メキシコ・コルテス海～サンゴ礁の海にペリカンが舞う                   |
| 9月30日  | カナダ北極圏 氷の海を巨大なセイウチが泳ぐ                            |
| 10月14日 | 世界の空を翔（かけ）る・コウモリの知られざる素顔                     |
| 10月28日 | オーストラリア南東部～体長1．5メートル驚異の巨大コウイカ             |
| 11月4日  | 琉球列島の不思議～なぜ残る太古からの動物たち                         |
| 11月11日 | 南米パタゴニア～大海の巧みな狩人・シャチ                             |
| 11月18日 | シベリア北極圏の夏～ツンドラにアオガンがはばたく                     |
| 11月25日 | 北海道知床半島～森がはぐくむ魚・オショロコマ                         |
| 12月2日  | パナマ・熱帯雨林～巨大マメの木を支える動物たち                       |
| 12月9日  | アメリカ・ロッキー山脈～托卵（たくらん）・子育てをめぐる鳥たちの攻防 |
| 12月16日 | 島根県三瓶山～ツヤハナバチ・巣作りの巧みな技                         |

| 放送日   | サブタイトル                                           |
| -------- | ------------------------------------------------------ |
| 1月6日   | 山形県鳥海山麓（ろく）サケが遡（さかのぼ）る清流の四季 |
| 1月13日  | 南米アンデス山脈雪山の王者ピューマを追う               |
| 1月20日  | カムチャツカの孤島断崖絶壁・ウミガラス懸命の子育て     |
| 1月27日  | カナダ太平洋岸発見 白いアメリカクロクマ                |
| 2月3日   | インド洋・クリスマス島アカガニ一億匹の大移動           |
| 2月10日  | オーストラリア・ユーカリの森コアラ 野生の素顔          |
| 2月17日  | 千葉県館山の海変幻自在 タコの多彩な知恵                |
| 2月24日  | タイ 熱帯雨林テナガザル 家族の絆                       |
| 3月3日   | ノルウェー氷河の海シャチがニシンを追い込む             |
| 3月10日  | 沖縄・西表島冬のホタルが光る島                         |
| 3月17日  | もう一つのハワイ白い砂浜にアザラシが群れる             |
| 3月24日  | 知られざる富士山野鳥の森の四季                         |
| 3月31日  | 中東・死海のほとり砂漠の断崖に生きる動物たち           |
| 4月7日   | アフリカ カラハリ砂漠フラミンゴ舞う太古の湖            |
| 4月14日  | 南半球 寒流の海泳ぐ鳥ペンギンの不思議                  |
| 4月21日  | 青森・下北半島カモシカ家族の四季                       |
| 4月28日  | 西アフリカ・ガンビアの森サルたちの奇妙な関係           |
| 5月12日  | アルゼンチン大平原謎の鳥アマゾンカッコウが群れる       |
| 5月19日  | アフリカ・ケニアの泉カバ 水中の意外な素顔              |
| 5月26日  | フィリピン 熱帯の森闇に跳ねるハンター メガネザル       |
| 6月2日   | 南米ペルー海流がつくる砂漠の花園                       |
| 6月9日   | オーストラリアの森アオバネワライカワセミ 試練の子育て  |
| 6月16日  | 中米コスタリカ森を巧みに生きるハナグマ                 |
| 6月23日  | 大西洋 サンゴの海ザトウクジラの親子を追う              |
| 6月30日  | スリランカの自然ハスの上を歩く鳥 レンカク              |
| 7月7日   | 南アフリカの自然砂漠の愛きょう者 ミーアキャット        |
| 7月14日  | 大分・山里の清流ゲンジボタル 光の乱舞                  |
| 7月28日  | メキシコ・チワワ砂漠不思議な泉の魚たち                 |
| 8月18日  | モロッコ・アトラス山脈森にすむサル 群れと子の絆        |
| 8月25日  | オーストラリア大湿地カササギガンの奇妙な子育て         |
| 9月1日   | 中国 西域の大自然ジュンガル盆地 乾燥の大地を行く       |
| 9月8日   | 中国 西域の大自然天山山脈 未踏の大氷河をめざす         |
| 9月15日  | ロシア沿海州巨大ワシミミズクの舞う大地                 |
| 9月22日  | 南アフリカの自然サイ 最後の楽園                        |
| 9月29日  | ペルー・アマゾンの密林幻のサル アカウアカリを追う      |
| 10月6日  | 神奈川・丹沢山地渓流のダイバー カワガラス              |
| 10月13日 | 西オーストラリア・サンゴの海海底山脈は魚の楽園         |
| 10月20日 | メキシコからアラスカへ太平洋にザトウクジラを追う       |
| 10月27日 | インドの大自然神のサルの生き残り作戦                   |
| 11月3日  | 長崎・里山の四季雑木林の王者 カブトムシの不思議        |
| 11月10日 | 東南アジアのサンゴ礁アオウミガメ・海中の知られざる素顔 |
| 11月17日 | アマゾン熱帯雨林密林に潜む小さなサル マーモセット      |
| 11月24日 | 砂漠に輝くサンゴ礁紅海のあざやかな魚たち               |
| 12月1日  | 北欧 フィンランド村がささえる野鳥の楽園                |
| 12月8日  | 北海道・十勝平野の四季空を翔（かけ）るエゾモモンガ     |
| 12月22日 | 豊かな水と深い森日本列島 四季の動物たち                |

| 放送日   | サブタイトル                                                 |
| -------- | ------------------------------------------------------------ |
| 1月5日   | 北海道 オホーツク海流氷の海の四季                            |
| 1月12日  | アフリカ・ギニアの森親から子へ道具を伝えるチンパンジー       |
| 1月19日  | 長野・白馬山麓森の宝石ミドリシジミが舞う                     |
| 1月26日  | カナダ・ハドソン湾ホッキョクグマが集まる岬                   |
| 3月9日   | 大西洋 バハマ諸島の海イセエビ 謎（なぞ）の行進               |
| 3月16日  | タンザニア 乾燥と豪雨の大草原オオミミギツネ 試練の子育て     |
| 3月23日  | インドネシア・サンゴ礁の海口の中で子育てする魚               |
| 3月30日  | とっておきの大自然生命の源 森の世界                          |
| 4月6日   | ロシア・カムチャツカ半島大雪原を生き抜くオオワシ             |
| 4月13日  | 東アフリカ・ケニア大草原リカオン復活作戦を追う               |
| 4月20日  | 高山から低地まで知られざるヒマラヤの動物たち                 |
| 4月27日  | ヒメコウイカ 不思議な繁殖作戦                                |
| 5月18日  | 北海道 清流の四季変身する魚 サクラマス                       |
| 6月1日   | タイ・熱帯の湿原泡の巣で子育てする魚たち                     |
| 6月8日   | にっぽん動物記（1）街に移り住んだ鳥 チョウゲンボウ           |
| 6月15日  | にっぽん動物記（2）深山から人里へ ニホンカモシカ             |
| 6月22日  | カナダ北極圏氷海の覇者 ホッキョククジラ                      |
| 6月29日  | 東京・奥多摩の里山アナグマ家族の四季                         |
| 7月6日   | ニュージーランド不思議の海にイルカが跳ねる                   |
| 7月27日  | 福井・越前海岸断崖のハヤブサ ビルの街へ                      |
| 8月17日  | 南米アンデス山脈巨鳥コンドル 絶壁での子育て                  |
| 8月31日  | 太平洋の孤島・鳥島 アホウドリ 1000羽への夢                   |
| 9月7日   | 中米コスタリカ森の知恵者オマキザル                           |
| 9月14日  | 南仏プロバンス塩の湿原にフラミンゴが舞う                     |
| 9月21日  | インド・ギルの森アジア最後のライオンがほえる                 |
| 9月28日  | 福井平野田んぼにすむ鳥 タマシギの懸命な子育て                |
| 10月5日  | アフリカ・ケニアシマハイエナと海岸の動物たち                 |
| 10月12日 | 南米ベネズエラ大湿地を生き抜く鳥 ツメバケイ                  |
| 10月19日 | 鹿児島“錦江湾”の四季火山の海が育（はぐく）む魚たち           |
| 10月26日 | ロッキー山脈ソウゲンハヤブサが大空を翔（かけ）る             |
| 11月2日  | 北海道の自然 （1）渡島半島の四季 海へ下る清流の魚たち        |
| 11月9日  | 北海道の自然 （2）海鳥の楽園・天売島 断崖に100万羽がはばたく |
| 11月16日 | 西太平洋 トラック環礁沈船が育（はぐく）む魚たち              |
| 11月30日 | 北米ロッキー山脈帰ってきたオオカミ                           |
| 12月7日  | 静岡・駿河湾の四季熱帯魚と深海魚が出会う                     |
| 12月14日 | ドイツ・水と緑の田園地帯村にコウノトリがはばたく             |

| 放送日   | サブタイトル                                            |
| -------- | ------------------------------------------------------- |
| 1月4日   | 奄美大島の森初めて見るクロウサギの子育て                |
| 1月11日  | 大西洋アゾレス諸島マッコウクジラが集まる海              |
| 1月18日  | 中米パナマ・熱帯雨林極彩色のカエル巧妙な子育て          |
| 1月25日  | 紀伊半島・古座川清流に生きるアユの四季                  |
| 2月1日   | フィリピン・熱帯雨林サルをねらう巨大ワシ                |
| 2月8日   | タイ・豊饒の海 アンダマン熱帯の魚 群れの不思議          |
| 2月15日  | 西日本の清流生きた化石 オオサンショウウオを追う         |
| 2月22日  | 北アメリカ・ロッキー山脈シロイワヤギ 雪の断崖に生きる   |
| 3月1日   | 知られざる佐渡荒海に群れる怪魚コブダイ                  |
| 3月8日   | 新潟・阿賀野川イワナを育むブナ林の四季                  |
| 3月15日  | タンザニア大草原チーター親子の試練                      |
| 3月22日  | とっておきの大自然あふれる生命 湿地の世界               |
| 3月29日  | 高知・四万十川アカショウビンと清流の鳥たち              |
| 4月5日   | 南太平洋 タヒチ巨大エイ マンタが舞うサンゴ礁            |
| 4月12日  | 青森 岩木山麓アリの巣で育つチョウ ゴマシジミ            |
| 4月19日  | 北欧・ロシアの針葉樹林ヒグマと森の動物たちの四季        |
| 4月26日  | パナマ熱帯雨林密林の小さなサル タマリン父と子の絆       |
| 5月10日  | 大都会ロサンゼルス沖巨大海藻の森は魚たちの楽園          |
| 5月17日  | 東京湾の工業地帯コアジサシ1000羽の子育て                |
| 5月24日  | インド・アッサム地方平原に生きるサイ 母子の3年          |
| 5月31日  | アルゼンチンの大湿地ピラニアを襲うワニ カイマン         |
| 6月7日   | アフリカ・マラウィ湖巨大ナマズの不思議な子育て          |
| 6月14日  | 南米スリナムの森美しい羽を競い合う鳥 イワドリ           |
| 6月21日  | 長崎県の棚田糸を操るハンター コガネグモ                 |
| 6月28日  | 東アフリカ大草原シマウマ 試練の大移動                   |
| 7月5日   | 北海道・野付半島キタキツネが跳ねる砂の大地              |
| 7月12日  | 大西洋バハマ諸島イルカの群れ 知性あふれる素顔           |
| 7月19日  | アメリカ東部の林マツヤニに守られる奇妙なキツツキ        |
| 7月26日  | 琵琶湖畔の里山 ■水の国誕生 あふれる生きものたち         |
| 8月2日   | 琵琶湖畔の里山 ■人が育む森 ひきつがれる生命             |
| 8月30日  | カナダ太平洋岸巨大ミズダコのすむ不思議の海              |
| 9月6日   | タイ 熱帯雨林奇妙な巨鳥 サイチョウの子育て              |
| 9月13日  | 富士山麓の雑木林虫こぶの知られざる世界                  |
| 9月20日  | 奥ヒマラヤ・ラダックの自然天上の湖と白き峰を行く        |
| 9月27日  | ポーランドの自然北国の湿地はシギの楽園                  |
| 10月4日  | 北海道の原野北の川の王者 イトウ                         |
| 10月18日 | タンザニアの大草原樹上に潜むハンター・ヒョウ            |
| 10月25日 | 新潟からロシアへ日本最大の雁（ガン） オオヒシクイを追う |
| 11月1日  | アメリカ ロッキー山脈カワウソ家族が巨大マスをねらう     |
| 11月8日  | アマゾン熱帯雨林密林の王ジャガー 驚異の狩り             |
| 11月15日 | カナダ東海岸海鳥100万羽 シシャモの大群を追う            |
| 11月22日 | 武蔵野台地の四季雑木林にタカが舞いモズが鳴く            |
| 11月29日 | チェコ山岳地帯 オオヤマネコが森に蘇った                 |
| 12月6日  | 白鳥の湖 新潟・瓢湖ヨシ原の鳥 ヨシゴイの葉隠れ術        |
| 12月13日 | 台湾・亜熱帯の森花の楽園にタイワンリスが鳴く            |

| 放送日   | サブタイトル                                                 |
| -------- | ------------------------------------------------------------ |
| 1月24日  | 西オーストラリアの海ホントに人魚？ ジュゴンの親子            |
| 1月31日  | 東アフリカ大草原 草食動物 決死のサバイバル                   |
| 2月7日   | 信州 浅間山麓 雑木林の最強軍団 オオスズメバチ                |
| 2月14日  | インドネシア・ジャワ島 熱帯雨林に幻のクマタカを追う          |
| 2月21日  | ポーランド大湿地 ビーバーが復活したけれど                    |
| 2月28日  | 九州・佐賀平野 宝石の輝きトンボたちの舞う水辺                |
| 3月6日   | マレーシアのサンゴ礁 華麗な海の忍者ハナイカの秘密            |
| 3月13日  | ニューカレドニア 知ってびっくり！道具を使う天才カラス        |
| 3月27日  | オーストラリア・タスマニア島水陸両用カモノハシの技の極意     |
| 4月10日  | オーストラリア大平原 不思議なワラビー しっぽの爪の謎         |
| 4月17日  | 中米コスタリカ 探検“宝島” サメの群れに大接近                 |
| 4月24日  | タンザニア大草原 追跡 知られざる夜のライオン                 |
| 5月1日   | オオカミもヤマネコも絶滅からよみがえれ                       |
| 5月8日   | アフリカ マダガスカル 竹林でタケノコを食べるサル             |
| 5月15日  | 鹿児島・馬毛島の四季ニホンジカ オスたちの試練                |
| 5月22日  | ロシア沿海地方 ホッケの大群が押しよせる島                    |
| 5月29日  | 南米唯一の有袋類 オポッサムはなぜ生き残った？                |
| 6月5日   | 南オーストラリアの海竜それとも魚？ 謎のシードラゴンを追う    |
| 6月12日  | ブラジル大西洋岸の森生き残れるか 黄金のサル ライオンタマリン |
| 6月19日  | 北海道サロベツ原野 厳冬 動物たちのサバイバル術               |
| 7月3日   | 沖縄・南大東島 神秘の島にオオコウモリが舞う                  |
| 7月10日  | インドネシア・スマトラ島探検！巨大カブトムシのすむ森         |
| 7月17日  | 伊豆半島 城ヶ崎海岸 不思議！港から出勤する魚たち             |
| 7月24日  | シリーズ 動物カメラマンの目 岩合光昭ゾウになりきって撮る     |
| 7月31日  | シリーズ 動物カメラマンの目 栗林慧昆虫の目線で撮る           |
| 9月4日   | オーストラリアの大自然 密林に生き残った角をもつ巨鳥          |
| 9月11日  | オーストラリアの大自然びっくり！華麗なインコ 子育ては土の塔  |
| 10月16日 | アフリカ・ケニア山 標高4000メートル 謎の巨大植物群           |
| 10月23日 | ライオン・トラ・ヒョウ・チーター究極のネコたち 驚異の狩り    |
| 10月30日 | アマゾンへアンデスへ 空飛ぶ宝石ハチドリ 進化の秘密           |
| 11月6日  | インド洋 絶海の孤島 海の狩人シャチ 母子の絆                  |
| 11月20日 | オーストラリア南西部の海 発見！幻の白いクジラ                |
| 11月27日 | 太平洋・北硫黄島 70年ぶりの調査行 熱帯鳥の楽園はいま         |
| 12月4日  | 三陸沖 金華山 追跡 海藻をとる不思議なサル                    |
| 12月11日 | 中米コスタリカ 闇に輝け！ 水辺のハンター                     |
| 12月25日 | 奥ヒマラヤの聖域 ラダック 天上の秘境を行く                   |

| 放送日  | サブタイトル                                             |
| ------- | -------------------------------------------------------- |
| 1月15日 | 進出！東京湾へ モロッコへ水辺の貴婦人 セイタカシギの秘密 |
| 1月22日 | 鹿児島 口永良部島 驚異！陸に上がった魚ヨダレカケ         |
| 1月29日 | 厳寒のロシア 極北に生きるキツネの試練                    |
| 2月5日  | 青森津軽地方 リンゴの老木はフクロウのゆりかご            |
| 2月19日 | 動物カメラマンの目 中村征夫 海の名優たち大競演           |
| 2月26日 | 信州の山里 幻のスズメバチ 驚異の乗っ取り作戦             |
| 3月5日  | 東アフリカ 湖の攻防 フラミンゴ300万羽の生き残り戦略      |
| 3月12日 | 北欧の北極圏 オーロラの大地で生きる野生の輝き            |
| 3月19日 | 総集編 1 大自然の驚異 生命の多様性                       |
| 3月26日 | 総集編 2 大自然からのメッセージ 生命のドラマ             |

## 再放送・パッケージ化
放送終了後も再放送の要望が強く、2003年頃はNHK総合の16:00枠や早朝4:00枠で再放送が行われることもあった。
作品の一部がVHSテープ、DVDとして発売された。またポリドールよりサウンドトラック集が計3集発売された。